# Saul (Händel)
Saul (HWV 53) is een oratorium van de Duitse componist Georg Friedrich Händel, gebaseerd op het Bijbelse verhaal van koning Saul zoals beschreven in het Eerste Boek van Samuel. Het werk ging in première op 16 januari 1739 in het King's Theatre in Londen. Het libretto is geschreven door Charles Jennens, die later ook het libretto voor Händels beroemde oratorium Messiah zou verzorgen.

## Geschiedenis en context
Händel componeerde Saul in 1738, tijdens een periode waarin hij zich steeds meer richtte op het componeren van oratoria in plaats van opera's. De overgang naar oratoria werd deels ingegeven door veranderende muzikale smaken en financiële overwegingen. Oratoria, uitgevoerd zonder theatrale enscenering, waren minder duur om te produceren en spraken een breder publiek aan.
Het libretto van Saul werd geschreven door Charles Jennens, een bewonderaar van Händels werk en een toegewijd anglicaans christen. Jennens putte inspiratie uit het Bijbelverhaal en benadrukte de dramatische confrontaties tussen de hoofdpersonages, zoals Saul, David en Jonathan.

## Muzikale kenmerken
Saul is een van Händels meest ambitieuze oratoria en toont een gevarieerd gebruik van muzikale middelen. Het werk omvat uitgebreide koorpartijen, dramatische recitatieven en virtuoze aria’s. Een opvallend kenmerk is de instrumentatie, die ongebruikelijke instrumenten bevat, zoals een carillon (klokkenspel) en trombones, die in Händels tijd zelden werden gebruikt in Engelse muziek. Dit geeft het werk een rijk en uniek klankpalet.
Een hoogtepunt is het openingskoor, "How Excellent Thy Name, O Lord," dat onmiddellijk de grootse toon zet. De aria’s en duetten, zoals Davids "O Lord, whose mercies numberless," worden geroemd om hun emotionele diepgang en virtuositeit.

## Synopsis
Het verhaal van Saul draait om de tragische val van koning Saul en zijn jaloezie jegens de jonge herder David, die uitgroeit tot een nationale held na het verslaan van Goliath. Het oratorium volgt Sauls toenemende paranoia, zijn vervreemding van zijn zoon Jonathan (die bevriend raakt met David), en zijn uiteindelijke ondergang. De dramatische climax komt met Sauls dood en de triomf van David als de door God gekozen opvolger.
Hoofdrollen in het werk zijn:
- Saul: de tragische koning van Israël.
- David: een jonge held en de toekomstige koning.
- Jonathan: Sauls zoon, die loyaal is aan David.
- Michal: Sauls dochter, die verliefd is op David.
- Samuel: de profeet.

## Premières en receptie
De première van Saul werd goed ontvangen en werd geprezen om zijn innovatieve gebruik van instrumentatie en het dramatische libretto. Ondanks de aanvankelijke populariteit bleef het werk relatief onbekend, totdat het in de 20e eeuw opnieuw werd ontdekt door uitvoerders en muziekwetenschappers. Tegenwoordig wordt Saul beschouwd als een van Händels meesterwerken.

## Moderne uitvoeringen
Saul wordt tegenwoordig regelmatig uitgevoerd in concertzalen en opgenomen door gerenommeerde orkesten en dirigenten. Het werk blijft een favoriet bij liefhebbers van barokmuziek vanwege de dramatische kracht en de muzikale rijkdom.